# ماتیاس هاین
ماتیاس هاین (انگلیسی: Mathias Hain؛ زادهٔ ۳۱ دسامبر ۱۹۷۲) بازیکن فوتبال اهل آلمان است.
از باشگاه‌هایی که در آن بازی کرده‌است می‌توان به باشگاه فوتبال گروتر فورث، باشگاه فوتبال سن پائولی، باشگاه فوتبال آینتراخت برانشوایگ، و باشگاه فوتبال آرمینیا بیله‌فلد اشاره کرد.